# 亚硝酰配合物

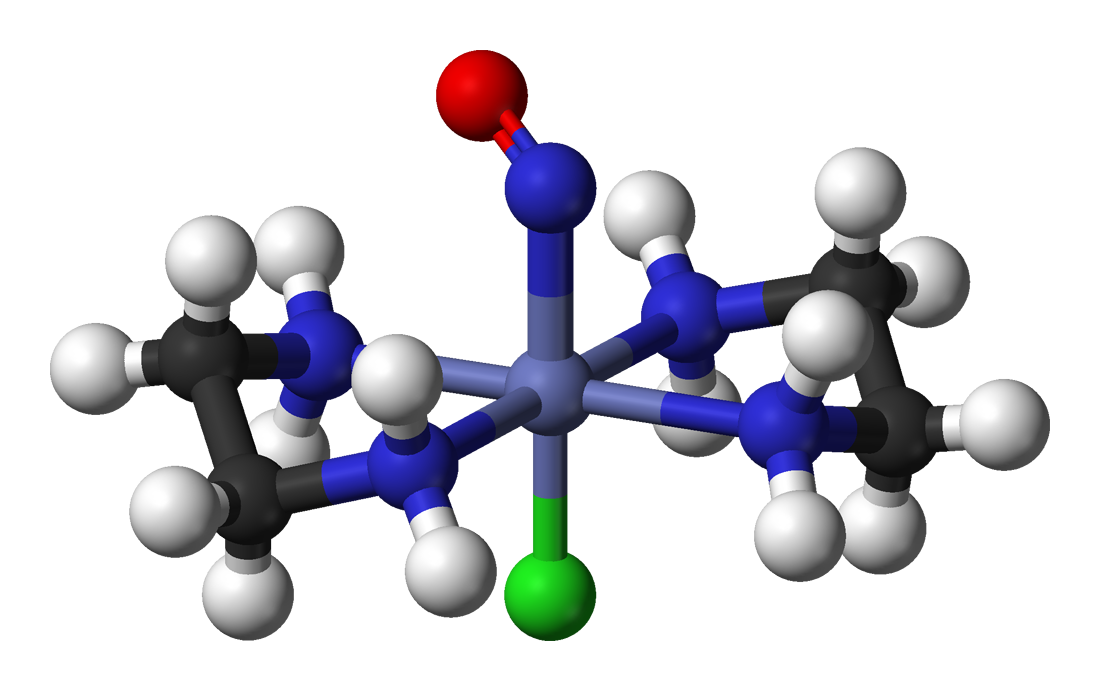
反-[Co^{III}(en)_{2}(NO)Cl]^{+} 离子

亚硝酰配合物为含有一氧化氮配体的配合物。一氧化氮的二元金属化合物较少，不过含有一氧化氮配体的化合物却为数甚多。亚硝酰配合物在大气化学中有一定的重要性，主要因为一氧化氮是大气污染物之一，亚硝酰配位化学的发展有助于对一氧化氮与催化剂中金属中心的作用的了解。一氧化氮也是一种生物信使分子，因此研究一氧化氮的配位化学对于进一步了解一氧化氮的作用机制也有很大的意义。

## 制备
1. 一氧化氮与金属羰基配合物反应合成金属亚硝酰-羰基配合物。
2. 过渡金属配合物直接与一氧化氮反应合成亚硝酰配合物。

向金属配合物溶液中通入一氧化氮时，一氧化氮还可发生歧化，生成的二氧化氮也可与金属离子发生配位。

## 结构

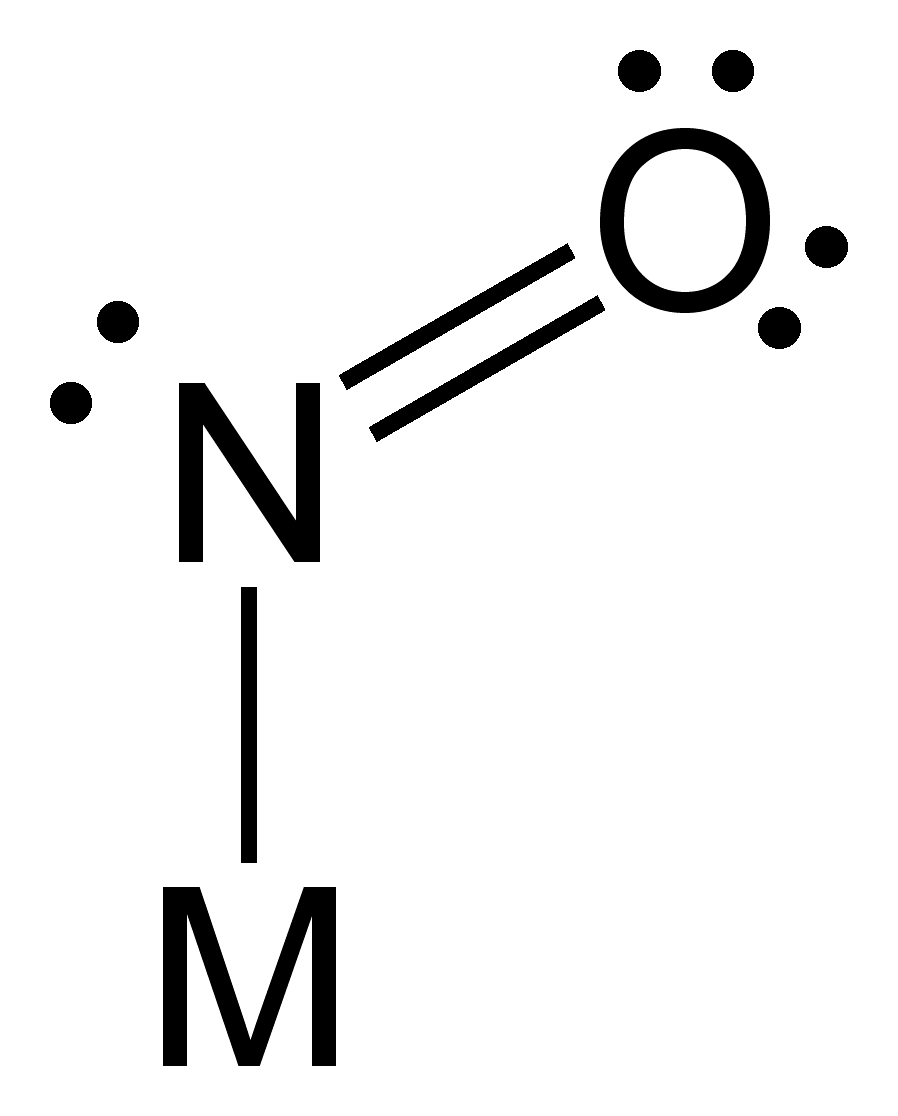
弯曲型

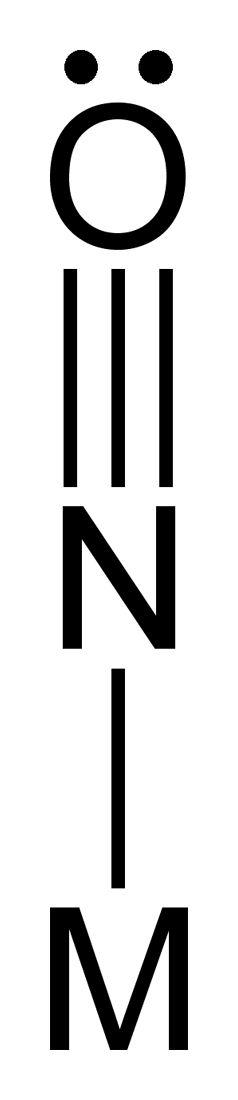
线型

亚硝酰配合物中的M-N-O可以为线型（160-180°）和弯曲型（120-140°），线型配合物较为常见。产生不同构型的具体原因尚不清楚，不过已知的是金属离子的电子构型对M-N-O键角有一定的影响。M-N-O为线型和弯曲型的两种极端情况，可分别用亚硝酰正离子与亚硝酰负离子表示，两者分别代表叁电子给予体和单电子给予体。
除端基配位外，一氧化氮还可以通过边桥基（对称或不对称）和面桥基的方式与金属配位。

## 化学性质
亚硝酰配合物中的M-NO键稳定性较高，缺乏活性，所以配体取代反应对于亚硝酰配合物是不太常见的反应。不仅如此，亚硝酰配合物中的一氧化氮配体也不很活泼。不过在某些情况下，一氧化氮配体可以被氢氧根离子（下式）、醇、联氨等亲核试剂进攻，转化为其他的配体。有时一氧化氮配体也可以被氧化，转化为硝酰配合物。
{\displaystyle \ [L_{\mathit {n}}MNO]^{2+}+OH^{-}\rightleftharpoons L_{\mathit {n}}MNO_{2}+H^{+}}

## 例子
- 硝普钠
- 陆森红盐
- 陆森黑盐